# Мерілін Бут
Мерілі́н Луї́за Бут (англ. Marilyn Booth; нар. 24 лютого 1955) — авторка, науковиця і перекладачка літератури, написаної арабською мовою.

## Біографія
Мерілін Бут закінчила Гарвардський університет «з найбільшою похвалою» у 1978 році й була першою жінкою-переможницею стипендії Венделла. Мерілін здобула звання доктора філософії в арабській літературі й історії Близького Сходу в коледжі Сент-Ентона, Оксфорд, у 1985 році. Бут викладала у Браунському університеті, Американському університеті в Каїрі, в Оксфордському університеті та в Університеті Іллінойсу в Урбана-Шампейн. У даний час Мерілін завідує кафедрою арабських та ісламських наук в Единбурзькому університеті.
Бут написала дві книги і багато наукових праць. Вона також переклала чимало творів арабської літератури англійською мовою. Мерілін має багато нагород, серед яких Баніпальська премія, міжнародна премія «Man Booker 2019» тощо.

## Обрані твори

### Монографії
- May Her Likes Be Multiplied: Biography and Gender Politics in Egypt. University of California Press, 2001.
- Bayram al-Tunisi's Egypt: Social Criticism and Narrative Strategies. Ithaca Press, 1990.

### Переклади
- The Penguin's Song, Hassan Daoud
- As Though She Were Sleeping, Elias Khoury
- Girls of Riyadh, Rajaa Alsanea
- Thieves in Retirement, Hamdi Abu Golayyel
- The Loved Ones, Alia Mamdouh
- Disciples of Passion, Hoda Barakat
- The Tiller of Waters, Hoda Barakat
- Children of the Waters, Ibtihal Salem
- Leaves of Narcissus, Somaya Ramadan
- The Open Door, Latifa al-Zayyat
- Points of the Compass, Sahar Tawfiq
- My Grandmother's Cactus: Stories by Egyptian Women
- Memoirs from the Women's Prison, Nawal El Saadawi
- The Circling Song, Nawal El Saadawi
- Celestial Bodies, Jokha al-Harthi